# Makalu La
Makalu La ist ein 7400 Meter hoher Gebirgspass im Himalaya zwischen Kangchungtse (Makalu II, 7678 m) und Makalu (8485 m). Er liegt am Normalweg zum Makalu.